# یانوش کندراتیوک
یانوش کُندراتیوک (لهستانی: Janusz Kondratiuk؛ ‏ ۱۹ سپتامبر ۱۹۴۳ – ۷ اکتبر ۲۰۱۹) کارگردان فیلم و فیلم‌نامه‌نویس اهل لهستان بود. وی دانش‌آموختهٔ مدرسه ملی فیلم ووچ بود.